# Stjepan Bobek
Stjepan Bobek (Zagreb, 3 de dezembro de 1923 — Belgrado, 22 de agosto de 2010) foi um futebolista iugoslavo que atuava como atacante.

## Biografia
Aos 13 anos, jogou no time local Viktorija e, com 20, se tornou atacante do também croata Gradjanski. Entre 1945 e 1959 jogou no Partizan de Belgrado. Seria eleito o melhor jogador da história do clube, em 1995 - um feito para um croata, ainda mais para a época, com a Guerra Civil Iugoslava recém-terminada.
Durante a carreira, Bobek atuou em 468 partidas e fez 403 gols.
Com a seleção da Iugoslávia, disputou 63 jogos, marcando 39 gols, e ganhando popularidade também por seu estilo peculiar de jogo. Ele participou de duas Copa do Mundo: a do Brasil, em 1950, e a da Suíça, em 1954 - além das Olimpíadas de Londres em 1948 e de Helsinque em 1952.
Como técnico, ganhou títulos na Iugoslávia com o Partizan e na Grécia com o Panathinaikos.
Em 1995, foi proclamado o melhor jogador do Partizan de todos os tempos.

### Morte
Bobek faleceu no dia 22 de agosto de 2010, aos 86 anos de idade, em um hospital de Belgrado.

## Ligações Externas
- Perfil olímpico